# Návrh Nekonečno
Návrh Nekonečno (v anglickém originále Proposition Infinity) je čtvrtá epizoda šesté řady seriálu Futurama.

## Děj
Kif a Amy se pohádají a rozvedou se. Potom se dá Amy dohromady s Benderem. Amy a Bender se stanou milenci, tím pádem se z nich stanou robosexuálové, což je v roce 3010 zakázáno. Když se poměr provalí, Amy odvlečou na ranč k rodičům a Bendera pošle robocírkev do nápravného tábora. Milenci se rozhodnou založit politické hnutí Návrh Nekonečno, které by jejich vztah zlegalizovalo. Nakonec se legalizace povede díky profesorovi, který měl také kdysi milostný románek s robotem. Tenhle typ svatby však Bender odmítne kvůli volnosti pasáka a tak Amy opustí. Amy se nakonec dá zase dohromady s Kifem.